# Kinga Rusin
Kinga Judyta Rusin-Lis (ur. 9 marca 1971 w Warszawie) – polska dziennikarka i prezenterka telewizyjna, aktywistka społeczna i przedsiębiorczyni.

## Życiorys
Urodziła i wychowała się w Warszawie. W dzieciństwie przez 10 lat występowała w Zespole Pieśni i Tańca „Varsovia”. Jest absolwentką XXXIII Liceum Ogólnokształcącego im. Mikołaja Kopernika w Warszawie. Ukończyła italianistykę na Uniwersytecie Warszawskim.
W lutym 1993 rozpoczęła pracę w TVP, najpierw jako prezenterka oprawy dnia, a następnie również jako członkini redakcji Teleexpressu. W czerwcu 1994 zamieszkała z ówczesnym mężem Tomaszem Lisem w Waszyngtonie, gdzie realizowała reportaże i materiały informacyjne dla TVP oraz pisała artykuły m.in. do miesięcznika „Twój Styl”. Po powrocie do Polski w 1997 została prowadzącą magazyn TVN Wizjer, a także prowadziła biuro prasowe filmu Operacja Samum i wystąpiła w reklamie Commercial Union (1999–2000) oraz współorganizowała akcję „Cała Polska czyta dzieciom” jako wiceprezeska Fundacji „ABCXXI”.
W 2000 zawiesiła działalność w mediach i wraz z prawniczką Katarzyną Wende założyła agencję public relations „Idea Media”. Do telewizji powróciła we wrześniu 2005, zostając jedną z prowadzących program Dzień dobry TVN. W tym okresie stała się obiektem zainteresowania mediów ze względu na rozwód z Tomaszem Lisem. Wiosną 2006 w parze ze Stefano Terrazzino zwyciężyła w czwartej edycji programu rozrywkowego TVN Taniec z gwiazdami (wcześniej odmówiła udziału w trzeciej edycji programu z uwagi na inne zobowiązania zawodowe), a w 2007 również w programie Taniec z gwiazdami. Najpiękniejsze tańce. W grudniu 2007 współprowadziła program Po prostu taniec, a w latach 2007–2015 pracowała na planie programu You Can Dance – Po prostu tańcz jako prowadząca bądź jurorka. Poza tym poprowadziła finałowe odcinki pierwszych dwóch edycji programu Bitwa o dom (2013), współprowadziła finał czwartej edycji programu Top model (2014) i była gospodynią reality show Agent – Gwiazdy (2016–2019).
W 2008 została współwłaścicielką marki kosmetycznej „Pat&Rub”. Napisała dwie książki: Co z tym życiem? (2010; z psycholożką Małgorzatą Ohme) oraz Jak zdrowo i pięknie żyć, czyli ekoporadnik (2016).
W lutym 2020 za pośrednictwem swojego profilu na Instagramie opublikowała zdjęcie z Adele, które opatrzyła opisem prywatnego przyjęcia po 92. ceremonii wręczenia Oscarów. Relacja wzbudziła zainteresowanie mediów na całym świecie, dzięki czemu Rusin została umieszczona na liście najbardziej wpływowych Polek tygodnika „Wprost”. W sierpniu tego samego roku odeszła z Dzień dobry TVN i zakończyła pracę w mediach.

## Życie prywatne
Jest córką Pawła i Marii Rusinów. Jej matka była wieloletnią pracownicą biura handlu zagranicznego Telewizji Polskiej. Gdy miała pięć lat, jej rodzice się rozstali, a następnie wzięli rozwód. Jej dziadek, por. Stefan Czyżewski, w wieku 16 lat zaciągnął się do Legionów Piłsudskiego i jako oficer Armii Krajowej walczył w powstaniu warszawskim; zginął w czasie walk o PAST-ę, ratując żołnierza. Jej matką chrzestną była artystka Danuta Rinn.
W latach 1994–2006 jej mężem był dziennikarz Tomasz Lis. Mają dwie córki, Polę (ur. 1996) i Igę (ur. 1999). Od 2010 jej życiowym partnerem jest adwokat Marek Kujawa.
Choruje na Hashimoto.
Angażuje się w akcje społeczne mające na celu ochronę środowiska, m.in. działała na rzecz wstrzymania prac budowy szosy na terenie Puszczy Białowieskiej, otwarcie sprzeciwiała się odstrzałowi dzików i liberalizacji prawa łowieckiego.

## Publikacje
- 2010: Co z tym życiem? (współautorka: Małgorzata Ohme), Wydawnictwo Muza
- 2016: Jak zdrowo i pięknie żyć, czyli ekoporadnik, Wydawnictwo Burda Publishing Polska

## Nagrody
- 1994: Wiktor w kategorii „Odkrycie telewizyjne roku”
- 2007: Kobieta Roku „Glamour” 2006 w kategorii „Show biznes”[24]
- 2008: Wiktor Publiczności
- 2018: Gwiazda Plejady w kategorii „Osobowość roku”[25]
- 2019: Róża Gali w kategorii „Online”[26]
- 2022: Nagroda w plebiscycie 15-lecia magazynu „Party” w kategorii „Osobowość telewizyjna 15-lecia”[27]

## Odwołania w kulturze
Do postaci Kingi Rusin odwołuje się Dorota Masłowska w piosence „Kinga” z płyty Społeczeństwo jest niemiłe z 2014 i Peja w utworze „Nietakt” z albumu Reedukacja (2011).